# انيسكا جروتشوسكا
انيسكا جروتشوسكا (بالبولندية: Agnieszka Grochowska)‏ (و. 1979 – م) هي ممثلة من بولندا . ولدت في وارسو.

## التعليم
تعلمت في Aleksander Zelwerowicz National Academy of Dramatic Art ‏

## جوائز
حصلت على جوائز منها:
- جائزة أماندا لأفضل ممثلة  [لغات أخرى]‏ (2010).

## روابط خارجية
- انيسكا جروتشوسكا على موقع IMDb (الإنجليزية)
- انيسكا جروتشوسكا على موقع قاعدة بيانات الأفلام العربية
- انيسكا جروتشوسكا على موقع ألو سيني (الفرنسية)
- انيسكا جروتشوسكا على موقع أول موفي (الإنجليزية)
- انيسكا جروتشوسكا على موقع قاعدة بيانات الأفلام السويدية (السويدية)
- انيسكا جروتشوسكا على موقع قاعدة بيانات الفيلم (الإنجليزية)
- انيسكا جروتشوسكا على موقع كينوبويسك (الروسية)